# Xavier Zarco
Xavier Zarco, pseudónimo de Pedro Manuel Martins Baptista (Coimbra, 4 de outubro de 1968), é um poeta português que se estreou em 1998 com "O livro dos murmúrios", publicado pela editora Palimage.

## Vida e obra
Xavier Zarco nasceu em Coimbra, localidade da Região Centro de Portugal onde sempre fez vida.
Autor multipremiado, os seus poemas têm vindo a ser editados em diversos jornais, revistas e antologias de poesia, para além de estar representado em inúmeros sites na Internet, sendo membro efectivo (cadeira n.º 99) da A.V.B.L. - Academia Virtual Brasileira de Letras.
Em 2004, viu o seu poema "Hino de Santa Clara" ganhar o Concurso para a Letra do Hino da Junta de Freguesia de Santa Clara, em Coimbra.
Foi o convidado de honra do 3.º Encontro Nacional de Poesia de Setúbal que decorreu em 2023.
É o co-fundador e único proprietário da editora livreira portuguesa Temas Originais, de Coimbra.

## Livros
- 1998 - "O livro dos murmúrios", Editora Palimage, Portugal
- 2001 - "No rumor das águas", e-book, Virtualbooks, Brasil
- 2002 - "Acordes de azul", e-book, Virtualbooks, Brasil
- 2003 - "Palavras no vento", e-book, Virtualbooks, Brasil
- 2003 - "In memoriam de John Lee Hooker", e-book, Virtualbooks, Brasil
- 2004 - "Ordálio", e-book, Virtualbooks, Brasil
- 2005 - "O ciclo do viandante", e-book, Virtualbooks, Brasil
- 2006 - "O guardador das águas", Mar da Palavra, Portugal
- 2006 - “À beira do silêncio – uma centena de experiências em poetrix", e-book, Virtualbooks, Brasil
- 2008 - "Nove Ciclos Para um Poema", Edium Editores, Portugal
- 2008 - "O Livro do Regresso", Edium Editores, Portugal
- 2008 - "Variações Sobre Tema de Vítor Matos e Sá: a Invenção de Eros", Edium Editores, Portugal
- 2009 - "Monte Maior Sobre o Mondego", Temas Originais, Portugal
- 2009 - "Coimbra ao Som da água", Temas Originais, Portugal
- 2010 - "O livro do regresso", Portugal
- 2011 - "Viagem pelos livros", Brasil
- 2021 - "Como se para um espelho de Bashô", Portugal[4]
- 2024 - "Sísifo Liberto", Portugal

## Distinções
- 2004 - Prémio Vítor Matos e Sá
- 2005 - Prémio de Poesia Bocage
- 2007 - Prémio da Lusofonia
- 2007 - Prémio Vítor Matos e Sá
- 2010 - Prémio de Poesia Bocage
- 2010 - Prémio Raul de Carvalho
- 2017 - Prémio Sebastião da Gama
- 2022 - Prémio de Poesia Judith Teixeira
- 2023 - Concurso "Poesia na Biblioteca" de Codeixa-a-Nova[5]
- 2023 - Prémio Literário Aldónio Gomes[6]
- 2024 - Prémio Literário Carlos Carranca[7]

O autor foi agraciado com diversas menções honrosas noutros concursos e prémios literários